# 송대갑
송대갑(宋大甲)은 대한민국의 EBS에서 재직 중인 언론인이다.

## 경력
- 1992년 EBS 입사
- 영상2팀 당시 소속
- 2001년 : 전국언론노동조합 EBS 지부 사무처장
- 2002년 : 전국언론노동조합 EBS 지부 부위원장
- 2004년 12월 ~ 2006.12 : 전국언론노동조합 정책국장 파견근무
- 2004년 ~ 2006년 까지 : 스튜디오 중계영상팀 소속
- 2006.12 ~ 2008.12 : 전국언론노동조합 EBS 지부 위원장(지부장) (17대)
- 대외협력국 대외협력부장
- 대외협력국 국장
- 영상아트센터장
- 2025년 3월 ~ 2028년 3월 : EBS 사장